# Lørdagsbarnetimen
Lørdagsbarnetimen war eine Kindersendung des Norwegischen Rundfunks (NRK). Lørdagsbarnetimen war vom 20. Dezember 1924 bis am 11. September 2010 auf Sendung und war bei der letzten Ausstrahlung die älteste Hörfunksendung der Welt.
Der Name der Sendung setzte sich aus den Wörtern für Samstag (norwegisch Lørdag), Kind (norwegisch barn) und Stunde (norwegisch time) zusammen und bedeutete somit „die Kinderstunde am Samstag“.